# Hong Xiguan
 (mars 2018).
Si vous disposez d'ouvrages ou d'articles de référence ou si vous connaissez des sites web de qualité traitant du thème abordé ici, merci de compléter l'article en donnant les références utiles à sa vérifiabilité et en les liant à la section « Notes et références ».
Hong Xiguan (en mandarin) ou Hung Hei-goon (en cantonais) (洪熙官) est considéré comme le fondateur du hung-gar, né en 1745 dans la province de Guangdong en Chine méridionale quand le pays était sous le règne de la dynastie Qing (mandchoue) et mort en 1825.

## Biographie
Certains {Qui ?} prétendent que Hong Xiguan a été élevé dans une famille royale éloignée et était descendant du prince Liang (Zhu Wenzhong) le quinzième fils de l'empereur Chongzhen des Ming. 
Hong Xiguan a réalisé une vie de négociant de thé jusqu’au moment où il a rejoint le temple de Shaolin en tant que moine. Le gouvernement des Qing fut averti de ce qui se produisait au temple, que des traîtres se réfugiaient à Shaolin. Ils organisèrent une attaque complète sur Shaolin et envoyèrent les troupes impériales pour détruire le temple et pour tuer tous les moines et rebelles. Un grand nombre de moines fut massacrés par l'armée et le temple de Shaolin fut brûlé. Hong Xiguan et Zhi Shan (en cantonais Gee Sim) aussi bien que quelques autres parvinrent à s’enfuir et se sauvèrent dans les régions du Sud de la Chine. Ceux-ci jurèrent de garder l'art de Shaolin et combattre « pour renverser le Qing, et rétablir les Ming ». 
Selon quelques sources, Hong Xiguan, Zhi Shan et quelques autres sont rentrés pour se cacher en hong chuan (红船) ou bateaux rouges qui ont appartenu aux troupes chinoises d'opéra qui ont voyagé partout en Chine et ont mis en scène des batailles. Pendant ses voyages Hong rencontra et se et maria avec Fang Yongchun (en cantonais Fong Wing-chun, à ne pas confondre avec Yan Yongchun ou Yim Wing-chun). 
Fang Yongchun était une experte du style de la grue et certains croient qu'elle était la nièce du légendaire Fang Shiyu (en cantonais Fong Sai-yuk) tandis que d'autres contestent ceci et disent qu'elle était fille de Fang Shiyu. Le fait connu réel, c’est que Hong appris le style de la grue de son épouse et combina les techniques douces et fluides de la grue avec les mouvements secs et puissants du tigre du temple de Shaolin pour créer la forme célèbre du tigre et de la grue. 
Hong Xiguan est mort vers l'âge de quatre-vingt-dix ans et son tombeau se trouve toujours à la ville de Fa.